# Центральне бронетанкове управління ЗС України
Центральне бронетанкове управління (ЦБТУ, в/ч А0174) — управління в структурі Озброєння Збройних сил України. Розташоване в Києві.

## Керівництво
- генерал-майор Бруль Сергій Тимофійович (2003 —2008 рр.)[1][2]
- генерал-майор Башинський Роман Сергійович (2008 —2015)[3][4]
- генерал-майор Мельник Юрій Миколайович (з весни 2015 року)